# إيكالينين
إيكالينين (بالفنلندية: ikɑːlinen) (بالسويدية: Ikalis) هي مدينة وبلدية في فنلندا. وهي جزء من منطقة بيركنما، وتقع على بعد 55 كيلومتر (34 ميل) شمال غرب تامبيري.

## روابط خارجية
- بلدة إكالينين - الموقع الرسمي